# Zachary Apple
Zachary Apple, detto Zach (Trenton, 23 aprile 1997) è un nuotatore statunitense.

## Carriera
Considerando una carriera nel nuoto a partire dai 16 anni, nel 2015 Apple si è iscritto all'Università di Auburn avendo al proprio interno un programma per sportivi. Ha debuttato internazionalmente nel 2017, partecipando prima ai campionati nazionali e facendo parte della staffetta vincente ai Mondiali di Budapest dello stesso anno. Nel 2018 prende parte ai campionati panpacifici dove ancora una volta contribuisce alla staffetta. Nel 2019, a Napoli, guida il team statunitense alla vittoria della medaglia d'oro alla XXX Universiade.
Dal 2019 rappresenta la squadra statunitense dei DC Trident nell'International Swimming League.

## Palmarès
| Anno | Manifestazione          | Sede      | Evento          | Risultato | Prestazione | Note  |
| ---- | ----------------------- | --------- | --------------- | --------- | ----------- | ----- |
| 2017 | Mondiali                | Budapest  | 4x100m sl       | Oro       | 3'10"06     | [ 2 ] |
| 2018 | Panpacifici             | Tokyo     | 4x200m sl       | Oro       | 7'04"36     |       |
| 2018 | Panpacifici             | Tokyo     | 4x100m sl       | Finale    | dq          |       |
| 2018 | Panpacifici             | Tokyo     | 50m sl          | 10º       | 22"30       | [ 3 ] |
| 2018 | Panpacifici             | Tokyo     | 100m sl         | 5º        | 48"47       |       |
| 2018 | Panpacifici             | Tokyo     | 200m sl         | 10º       | 1'46"78     | [ 3 ] |
| 2019 | Universiadi             | Napoli    | 100m sl         | Oro       | 48"01       |       |
| 2019 | Universiadi             | Napoli    | 200m sl         | Oro       | 1'46"80     |       |
| 2019 | Universiadi             | Napoli    | 4x100m sl       | Oro       | 3'11"03     |       |
| 2019 | Universiadi             | Napoli    | 4x200m sl       | Oro       | 7'09"77     |       |
| 2019 | Universiadi             | Napoli    | 4x100m misti    | Oro       | 3'33"02     |       |
| 2019 | Mondiali                | Gwangju   | 4x100m sl       | Oro       | 3'09"06     |       |
| 2019 | Mondiali                | Gwangju   | 4x200m sl       | Bronzo    | 7'01"98     |       |
| 2019 | Mondiali                | Gwangju   | 4x100m misti    | Argento   | 3'31"93     | [ 5 ] |
| 2019 | Mondiali                | Gwangju   | 4x100m sl mista | Oro       | 3'19"40     |       |
| 2021 | Giochi olimpici         | Tokyo     | 100m sl         | 11º SF    | 48"04       |       |
| 2021 | Giochi olimpici         | Tokyo     | 4x100m sl       | Oro       | 3'08"97     |       |
| 2021 | Giochi olimpici         | Tokyo     | 4x100m sl       | 4º        | 7'02"43     |       |
| 2021 | Giochi olimpici         | Tokyo     | 4x100m misti    | Oro       | 3'26"78     |       |
| 2021 | Mondiali in vasca corta | Abu Dhabi | 100 m sl        | 10º       | 1'52"48     |       |
| 2021 | Mondiali in vasca corta | Abu Dhabi | 4x50 m sl       | 4º        | 1'29"04     |       |
| 2021 | Mondiali in vasca corta | Abu Dhabi | 4x100 m sl      | Bronzo    | 3'05"42     |       |
| 2021 | Mondiali in vasca corta | Abu Dhabi | 4x50 m misti    | Oro       | 1'33"29     | [ 5 ] |
| 2021 | Mondiali in vasca corta | Abu Dhabi | 4x100 m misti   | Argento   | 3'25"97     | [ 5 ] |
| 2021 | Mondiali in vasca corta | Abu Dhabi | 4x50 m sl mista | 4º        | 1'29"04     |       |

## Primati personali
I suoi primati personali in vasca da 50 metri sono:
- 50 m stile libero: 21"81 (2019)
- 100 m stile libero: 47"69 (2019)
- 200 m stile libero: 1'46"22 (2021)

I suoi primati personali in vasca da 25 metri sono:
- 50 m stile libero: 21"10 (2020)
- 100 m stile libero: 45"74 (2020)
- 200 m stile libero: 1'42"94 (2020)